# Macrargus boreus
Macrargus boreus là một loài nhện trong họ Linyphiidae.
Loài này thuộc chi Macrargus. Macrargus boreus được Herman Theodor Holm miêu tả năm 1968.